# Икэда, Коки
Коки Икэда (яп. 池田 向希; род. 3 мая 1998, Хамамацу, Сидзуока) − японский легкоатлет, чемпион летней Универсиады 2019 года в Неаполе, серебряный призёр летних Олимпийских игр 2020 в Токио в спортивной ходьбе на 20 километров.

## Биография и спортивная карьера
Коки Икэда родился 3 мая 1998 года в городе Хамамацу, префектура Сидзуока, Япония. После окончания средней школы Хамамацу Ниттай он поступил на факультет экономики экономического факультета Университета Тойо и присоединился к легкоатлетическому клубу этого учебного заведения.
В 2018 году победил на 28-м командном чемпионате мира по спортивной ходьбе на 20 километров со временем — 1 час 21 минута 13 секунд. В 2019 году на 102-м чемпионате Японии по легкой атлетике Спортивная ходьба среди мужчин на 20 км выиграл серебряную медаль. В 2019 году на Летней Универсиаде в Неаполе Коки Икэда стал чемпионом в ходьбе на 20 километров со временем — 1 час 22 минуты 49 секунд. С 2021 года Коки Икэда, вместе с другим японским ходоком Масаторой Кавано, выступает за спортивный клуб «Асахи Касэй».
Окончил факультет экономики университета Тойо.

## Олимпиада 2020 в Токио
На летних Олимпийских играх в Токио Коки Икэда завоевал серебряную медаль в ходьбе на 20 километров со временем 1 час 21 минута 14 секунд. Он уступил победителю, итальянцу Массимо Стано, только девять секунд.